# .er
.er je vrhovna internetska domena (country code top-level domain - ccTLD) za Eritreju. Domenom upravlja EriTel.

## Vanjske poveznice
- IANA .er whois informacija  Arhivirana inačica izvorne stranice od 28. travnja 2006. (Wayback Machine)